# Humberto Parro
Humberto Carlos Parro (Valparaíso, 30 de julho de 1942) é um professor e político brasileiro. Foi prefeito de Osasco e deputado federal.

## Biografia
Filho de David Parro e Paulina Gerlek Parro, é formado em Teologia (Fac. de Teologia da Igreja Presbiteriana Independente do Brasil, 1961-1965), Letras (Universidade de São Paulo, 1967-1971) e Filosofia (Organização Mogiana de Educação e Cultura, 1972-1973). Cursou o mestrado em Linguística pela Universidade de São Paulo entre 1972 e 1973. 
Foi funcionário do Banco Bradesco de 1957 a 1967; Assessor do Sindicato dos Metalúrgicos de Osasco, entre 1967 e 1968; Coordenador do Departamento de Educação, 1970-1972 e Diretor de Produção, 1973-1977, Coopergran; Secretário Municipal de Administração, Osasco, SP, 1977; Professor da Secretaria de Educação do Estado de São Paulo, Osasco, SP, 1968.

## Vida pública
Foi fundador na cidade de Osasco, em 1979, da Corrente Popular do MDB (Movimento Democrático Brasileiro), único partido de oposição autorizado na época da ditadura militar. No começo dos anos 1980, fundou em Osasco o Partido do Movimento Democrático Brasileiro (PMDB), na qual foi o presidente da sigla no município entre 1980 e 1982. Por este partido, elegeu-se prefeito de Osasco, na qual governou entre 1983 a 1988, tendo como vice-prefeito Aylton Muniz Menezes (PMDB).
A administração do prefeito foi marcada por ser uma gestão democrática, com participação popular, pois foi uma época em que o país estava saindo da ditadura militar. Foi pioneiro ao lançar o orçamento com a participação popular, em que as entidades de bairro e organizadas podiam opinar na montagem da planilha de gastos municipal. Parro lançou o projeto habitacional "Casa para Todos", que garantiu lugar para morar aos osasquense. Foi o primeiro a lançar o projeto de urbanização de área livre. Unificou a Fusam com a Secretaria da Saúde, desta forma possibilitando o surgimento de postos de saúde nos bairros. Finalizou a construção da ponte do Piratininga, ligando a avenida Getúlio Vargas à Visconde de Nova Granada.
Ao término do mandato, se filiou ao Partido da Social Democracia (PSDB).
Exerceu, como Suplente, o mandato de Deputado Federal para a legislatura 1991-1995, de 1º a 31 de janeiro de 1995, na vaga do Deputado Federal José Serra.
Em 1995, assumiu a presidência da Fundacentro, entidade que trata de assuntos ligados à segurança e a medicina do Trabalho vinculada ao Ministério do Trabalho e Emprego. Permaneceu no cargo durante todo o governo do presidente Fernando Henrique Cardoso, ou seja, até 2002. Em 2003 foi convidado pelo então presidente da Emplasa (Empresa Paulista de Planejamento), Marcos Campagnone, para trabalhar como assessor da presidência, cargo em que iria para auxiliar o presidente no diálogo com os prefeitos da Região Metropolitana. Em 2004, não aceitou assumir a Subprefeitura da Vila Maria na gestão José Serra (PSDB), com medo de ao assumir um cargo de visibilidade, pudesse trazer algum problema, já que respondia processo no Ministério Público Federal por suspeita de corrupção.
Atualmente exerce o cargo de assessor técnico na Emplasa, autarquia subordinada ao governo do Estado de São Paulo, além de ser professor voluntário do Instituto Teotônio Vilela.

## Suspeita de corrupção
Em 1998, durante a gestão de Parro à frente da Fundacentro, R$ 32 milhões foram desviados da estatal para contas de agências de publicidade, propaganda e terceirização. A SMP&B, do publicitário Marcos Valério, foi a maior beneficiária dos repasses, com pelo menos R$ 15 milhões. Parro atribuiu a culpa ao então diretor financeiro e administrativo da Fundacentro, Marco Antônio Seabra de Abreu. No mesmo ano, Marcos Valério contribuiu financeiramente para a campanha derrotada à reeleição do governador mineiro Eduardo Azeredo (PSDB). Portanto, há suspeitas que os recursos da Fundacentro tinham sido drenados para campanhas políticas. 
Parro é o principal réu na Ação Civil Pública iniciada em abril de 2002 pela procuradora da República, Isabel Cristina Groba Vieira. É acusado de ter ratificado e homologado uma licitação fraudulenta, que permitiu às empresas de publicidade um estrondoso enriquecimento ilícito e de não ter fiscalizado a execução dos contratos, dando margem a orçamentos forjados que foram produzidos, pagamentos por serviços não executados e superfaturados, honorários indevidos.